# Sternocera chrysis
Sternocera chrysis es una especie de escarabajo del género Sternocera, familia Buprestidae. Fue descrita científicamente por Fabricius en 1775.
El color básico de los élitros es marrón cobrizo, mientras que el pronoto suele ser verde metálico.

## Distribución geográfica
Esta especie se puede encontrar en India, Irán, Sri Lanka, Pakistán, Baluchistán, Nepal, Birmania, Tailandia, Laos, Vietnam y China.